# Смирнова, Нина Апполинарьевна
Ни́на Апполина́рьевна Смирно́ва (2 сентября 1927 — 15 декабря 2007) — работник советского сельского хозяйства, скотница племенного молочного колхоза «Караваево» Министерства совхозов СССР в Костромской области, дважды Герой Социалистического Труда (1949, 1953).

## Биография
Родилась 3 сентября 1927 года в деревне Лихачёво Костромского уезда Костромской губернии (ныне Судиславского района Костромской области) в крестьянской семье. Русская. Через несколько лет семья переехала в село Караваево, где родители стали работать в колхозе.
Мать — Таисья Алексеевна Смирнова, в будущем Герой Социалистического Труда — работала телятницей, одной из первых в истории зоотехники выращивала телят в неотапливаемых помещениях по методу, разработанному С. И. Штейманом.
Ухаживать за телятами Нина начала ещё в школьные годы, когда ходила в кружок юных натуралистов. Тогда ей доверили ухаживать за двумя телятами. В 1940 году, в 13 лет, активная юннатка была утверждена участницей Всесоюзной сельскохозяйственной выставки и награждена путевкой в Артек. Во время войны, после окончания семилетки, в 1942 году взяла на воспитание уже 35 телят.
В 1948 году бригада под руководством И. П. Ситушкина, в которой работала Н. А. Смирнова, получила среднесуточный прирост телят 936 граммов. Сама она от 40 голов молодняка старше 6-месячного возраста получила по 892 грамма суточного привеса в среднем на одну голову.
Указом Президиума Верховного Совета СССР от 12 июля 1949 года, за получение высокой продуктивности животноводства в 1948 году при выполнении совхозом плана сдачи государству продуктов животноводства и полеводства и выполнении государственного плана развития животноводства по всем видам скота Нине Апполинарьевне Смирновой присвоено звание Героя Социалистического Труда с вручением ордена Ленина и золотой медали «Серп и Молот».
В последующие годы получала такие же высокие результаты в среднесуточном привесе молодняка старше 6-месячного возраста. В 1949 году от 51 головы молодняка — по 1035 граммов на одну голову, в 1950 году от 64 голов — по 928 граммов, в 1951 году от 54 голов — по 912 граммов.
Указом Президиума Верховного Совета СССР от 4 марта 1953 года за получение высокой продуктивности животноводства в последующие три года после присвоения звания Героя Социалистического Труда Нина Апполинарьевна Смирнова награждена второй золотой медалью «Серп и Молот». Стала дважды Героем Социалистического Труда.
Н. А. Смирнова около 20 лет проработала в совхозе «Караваево» в специальной бригаде по выращиванию молодняка по методу Штеймана. За время своей работы, не допустив ни одного случая падежа, он сумела вырастить более тысячи голов племенного молодняка, не раз представляя свой совхоз в Москве и за рубежом, передавая другим свой уникальный опыт.
В 1963 году по состоянию здоровья вынуждена была оставить работу телятницы. До 1966 года трудилась в должности кастелянши общежития Костромского сельскохозяйственного института «Караваево». Затем была переведена на должность старшего лаборанта кафедры разведения сельскохозяйственных животных и генетики, где работала до выхода на пенсию в 1984 году.
Проживала в поселке Караваево. Умерла 15 декабря 2007 года на 81-м году жизни. Похоронена на кладбище деревни Поддубное близ посёлка Караваево.

## Награды
- Дважды Герой Социалистического Труда:
  - 12.07.1949 — за высокие показатели в животноводстве,
  - 04.03.1953 — за высокие показатели в животноводстве.
- три ордена Ленина
- орден Трудового Красного Знамени
- медали «За доблестный труд», «За доблестный труд в Великой Отечественной войне 1941—1945 гг.» и другие.

## Память
В 1963 году на площади центральной усадьбы совхоза был установлен бронзовый бюст героини.